# دكتور فاغنر
دكتور فاغنر (بالإسبانية: Dr. Wagner)‏ هو مصارع محترف مكسيكي، ولد في 13 أبريل 1936 في زاكاتيكاس في المكسيك، وتوفي في 12 سبتمبر 2004 في توريون في المكسيك.

## روابط خارجية
- دكتور فاغنر على موقع CageMatch worker (الإنجليزية)
- دكتور فاغنر على موقع عالم المصارعة على الإنترنت (الإنجليزية)